# Reino Unido en los Juegos Olímpicos de Pekín 2022
El Reino Unido estuvo representado en los Juegos Olímpicos de Pekín 2022 por un total de 50 deportistas que competirán en 11 deportes. Responsable del equipo olímpico es la Asociación Olímpica Británica, así como las federaciones deportivas nacionales de cada deporte con participación.
Los portadores de la bandera en la ceremonia de apertura fueron el esquiador alpino Dave Ryding y la jugadora de curling Eve Muirhead.

## Medallistas
El equipo olímpico británico obtuvo las siguientes medallas:
| Nombre                                                             | Deporte | Competición |
| ------------------------------------------------------------------ | ------- | ----------- |
| Oro                                                                |         |             |
| Eve Muirhead Victoria Wright Jennifer Dodds Hailey Duff Mili Smith | Curling | Equipo F    |
| Plata                                                              |         |             |
| Bruce Mouat Grant Hardie Robert Lammie Hammy McMillan Ross Whyte   | Curling | Equipo M    |
| Bronce                                                             |         |             |
| —                                                                  |         |             |